# Hadik András (hadvezér)
Gróf futaki Hadik András (németül: Andreas Reichsgraf Hadik von Futak) (Csallóköz, 1710. október 16. – Bécs, 1790. március 12.) a Császári-Királyi Hadsereg (Kaiserlich-Königliche Armee) jelentős hadvezére, híres huszártiszt, császári-királyi tábornagy (k.k. Feldmarschall), az Udvari Haditanács (Hofkriegsrat) elnökeként (Präsident des Hofkriegsrates) 1774 és 1790 között a Habsburg Birodalom első számú katonai vezetője, földbirtokos, politikus. Unokája: Hadik Ágoston, ükunokája: Hadik János.

## Élete

### Pályafutása
Kisnemesi családba született Hadik Mihály és Hardy Gotfried Franciska harmadik gyermekeként. Életútja jellemző példája annak, hogy milyen karrierlehetőségek nyíltak a 18. században a császári hadseregben a magyar nemesek számára.
Szolgálatát 1732-ben kezdte a 10. sz. (Beleznay) huszárezredben, ahol nagyon gyorsan haladt előre a ranglétrán. 1744-ben ezredes, 1747-ben császári-királyi vezérőrnagy (k.k. Generalmajor) lett. Mária Terézia szolgálatában részt vett az osztrák örökösödési háborúban, majd a hétéves háborúban (1756–63). 1759-ben már lovassági tábornokká (k.k. General der Kavallerie) léptették elő. 1762–63-ban a Sziléziában harcoló császári fősereg parancsnoka lett.

### Berlin megsarcolása a hétéves háborúban

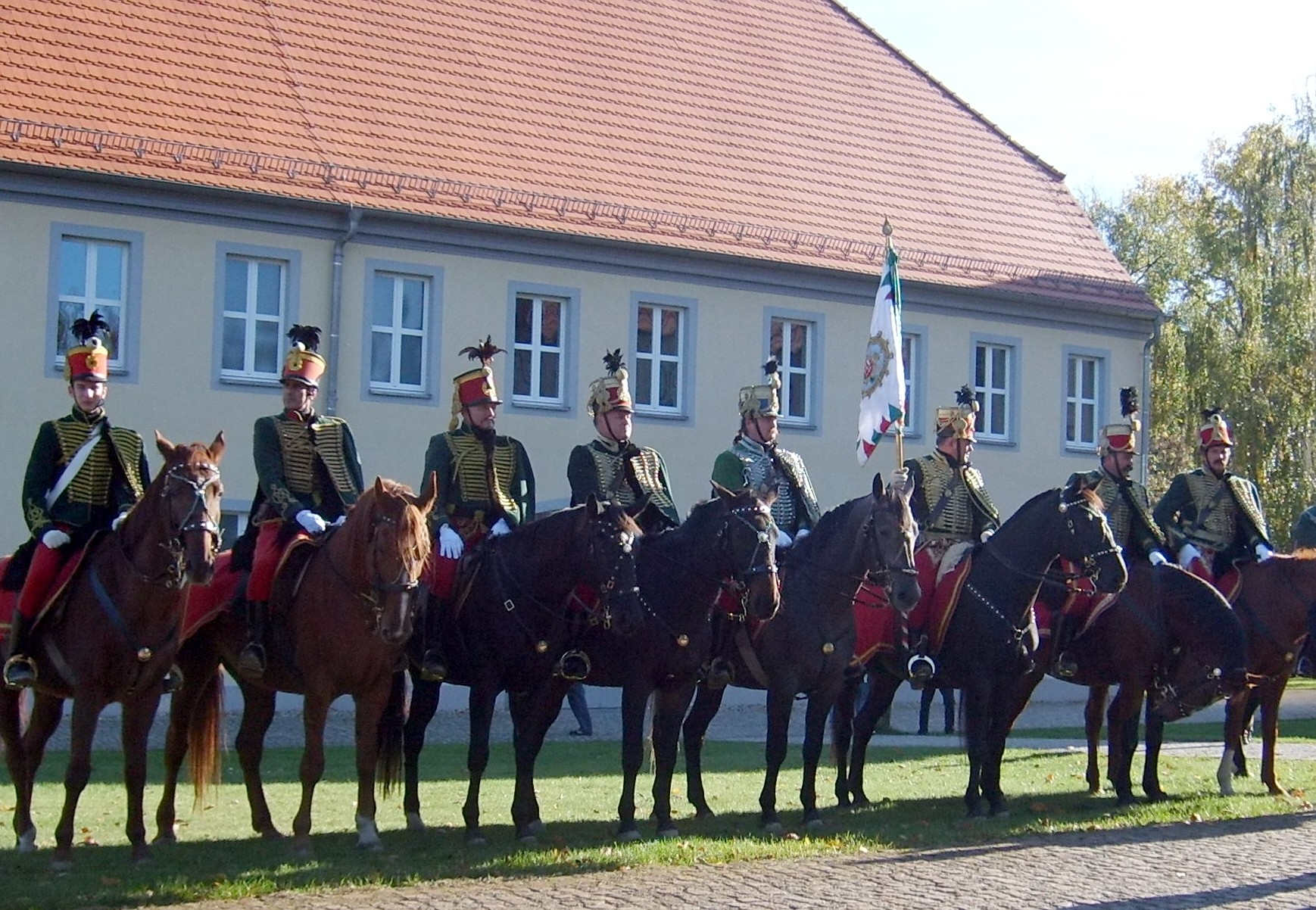
Történelmi hagyományőrzés: magyar Hadik-huszárok a Berlin megsarcolásának 250. évfordulóján rendezett történelmi játékokon (Elsterwerda, 2007. október)

A hétéves háború elején, 1757. október 10-én kalandos vállalkozásba kezdett, nevezetesen a sziléziai Habsburg–porosz frontvonaltól 450 kilométerre északra fekvő Berlin, Nagy Frigyes porosz király fővárosának elfoglalásába. A porosz uralkodó ezekben a napokban ugyanis nem tartózkodott Berlinben, hanem személyesen irányította összevont haderőit a Habsburgok és franciák elleni távoli fronton, Naumburgnál, így a Sziléziából Berlinbe vezető országút katonai védelem nélkül maradt. A hadműveletre bevetett teljes császári-királyi haderő 5100 főből állt, köztük 1100 magyar huszár, 1000 német vértes (kürasszír) nehézlovas, 900 sorgyalogos és a szulini és a gradiskai határőr gyalogezredek 2100 főnyi szerb és horvát könnyű gyalogosa. A közvetlen, Berlin elleni akcióban 4320 császári-királyi katona vett részt, köztük a saját nevét viselő Hadik-huszárezred és a Baranyay-huszárezred válogatott magyar lovasai, a maradék erők az utóvédet és az összeköttetési vonalakat biztosították. Az ellenséges hátországban a felfedeztetést elkerülendő, az éjszaka leple alatt meneteltek, míg napközben elrejtőzve pihentek. Ily módon mindössze hat nap alatt tették meg az ellenség földjén a jelentős távolságot (450 kilométert, vagyis naponta mintegy 70–80 km-t). Ilyen menetsebességet csak úgy érhettek el, hogy Hadik a gyalogságot szekérre ültetve szállíttatta. A Berlin falai alatt meglepetésszerűen megjelenő császári-királyi egységek a város átadását és hatalmas hadisarc kifizetését követelték. Ám a város tanácsa és a katonai kormányzó képtelenségnek találta a komolyabb ellenséges ostromgyűrű hírét, ezért a fizetést megtagadták, mire Hadik a tüzérségét azonnal a városkapuk elé állíttatta. Az ágyútűz a város főkapuját betörte, a porosz őrség elmenekült. A huszárok fergeteges rohama a városban ellenálló 5500 főnyi helyőrséget szétszórta és foglyul ejtette. Hadik óriási, 500 000 talléros hadisarcot vetett ki a városra. A városi tanács vezetői elkezdték a pénz összegyűjtését, de igyekeztek lassítani azt. A teljes összeg előteremtését Hadik csapatai (a poroszok közeledése miatt) nem várhatták ki, 215 000 tallér megszerzése után távozniuk kellett a városból. A pénz egy részét Hadik a katonái között osztotta szét. A várost magát megkímélte, csapatát erős fegyelem alatt tartotta, és nem vitt el egyebet, csak hat porosz zászlót, valamint Mária Terézia részére személyes ajándékként két tucat női kesztyűt, amelyekre a város címerét hímeztette. A magyar huszárok csak egy napig tartózkodtak az elfoglalt városban, amíg a kesztyűk elkészültek. (A fennmaradt legenda szerint az összes kesztyűt balkezesre készítették el).

Nagy Frigyes csak október 13-án értesült az ellenség hátországbeli mozgásáról, és rögtön jelentős csapatokat küldött Berlin védelmére, Moritz von Anhalt-Dessau tábornagy parancsnoksága alatt, aki már október 15-én átkelt az Elbán, de csak csak 18-án érkezett Berlin alá. Hadik az előző éjszaka már elhagyta a várost, és erőltetett menetben, nagy kerülővel visszaindult a sziléziai frontvonal felé. Útközben egy huszárkülönítmény az Odera-menti Frankfurt városát is megsarcolta. A sereg pihenés nélkül menetelt, és bár oldalvédje többször is összeütközött a porosz huszárokkal, végül szerencsésen megérkeztek a Habsburg ellenőrzés alatt álló területre. Hadik vesztesége 88 ember és 57 ló volt, ezzel szemben Berlinből 425 porosz hadifoglyot hozott magával.

### További karrierje

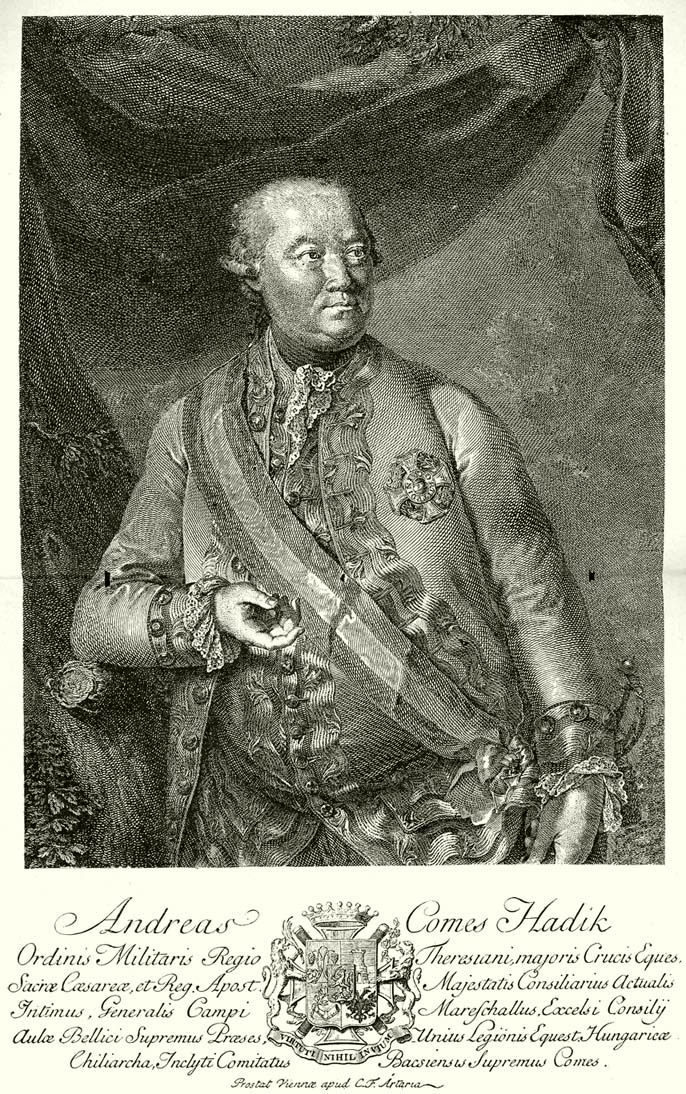
Portréja korabeli metszeten

Berlin megsarcolása a történelem leghíresebb huszárcsínyeként ismert, ami a porosz királyra nézve szégyen volt, ellenségeinek pedig nevetség tárgyául szolgált. Hadik Andrást tettéért a Mária Terézia-rend nagykeresztjével tüntették ki. A háború befejezése után hatalmas birtokokat, valamint grófi rangot kapott. 1763-ban egy ideig budai katonai kormányzó, majd 1764-ben – néhány hónappal az 1764. januári madéfalvi vérengzés után – Erdély katonai főparancsnokává és királyi biztosává, az erdélyi kormányszék vezetőjévé nevezték ki, mely tisztséget 1768 ig viselte. E minőségében – Magyarországon elsőként – ő indítványozta a jobbágyrendszer felszámolását. 1769-ben a karlócai illír nemzeti kongresszus kormánybiztosává nevezték ki.
1774-ben a Habsburg Birodalomhoz csatolt Galícia első osztrák kormányzója lett, a jelentős zsidó populáció emancipációja ebben az időszakban felgyorsult. 1774-től császári-királyi tábornagy (k.k. Feldmarschall) és az Udvari Haditanács elnökeként a Császári-Királyi Hadsereg első számú katonai vezetője. Élete utolsó évtizedére mind a Habsburg Birodalomban, mind Magyarországon a legkiválóbb hadvezérnek tartották, és az övéhez hasonló fényes karrier példátlan maradt.
Élete végén kegyelmet eszközölt ki a Habsburg kényszersorozás elől Moldvába menekült székelyeknek és családjaiknak, akiket az általa kormányzott Bukovinában telepített le. A bukovinai székely települések közül Hadikfalvát és Andrásfalvát is őróla nevezték el hálából.

### Házassága és gyermekei

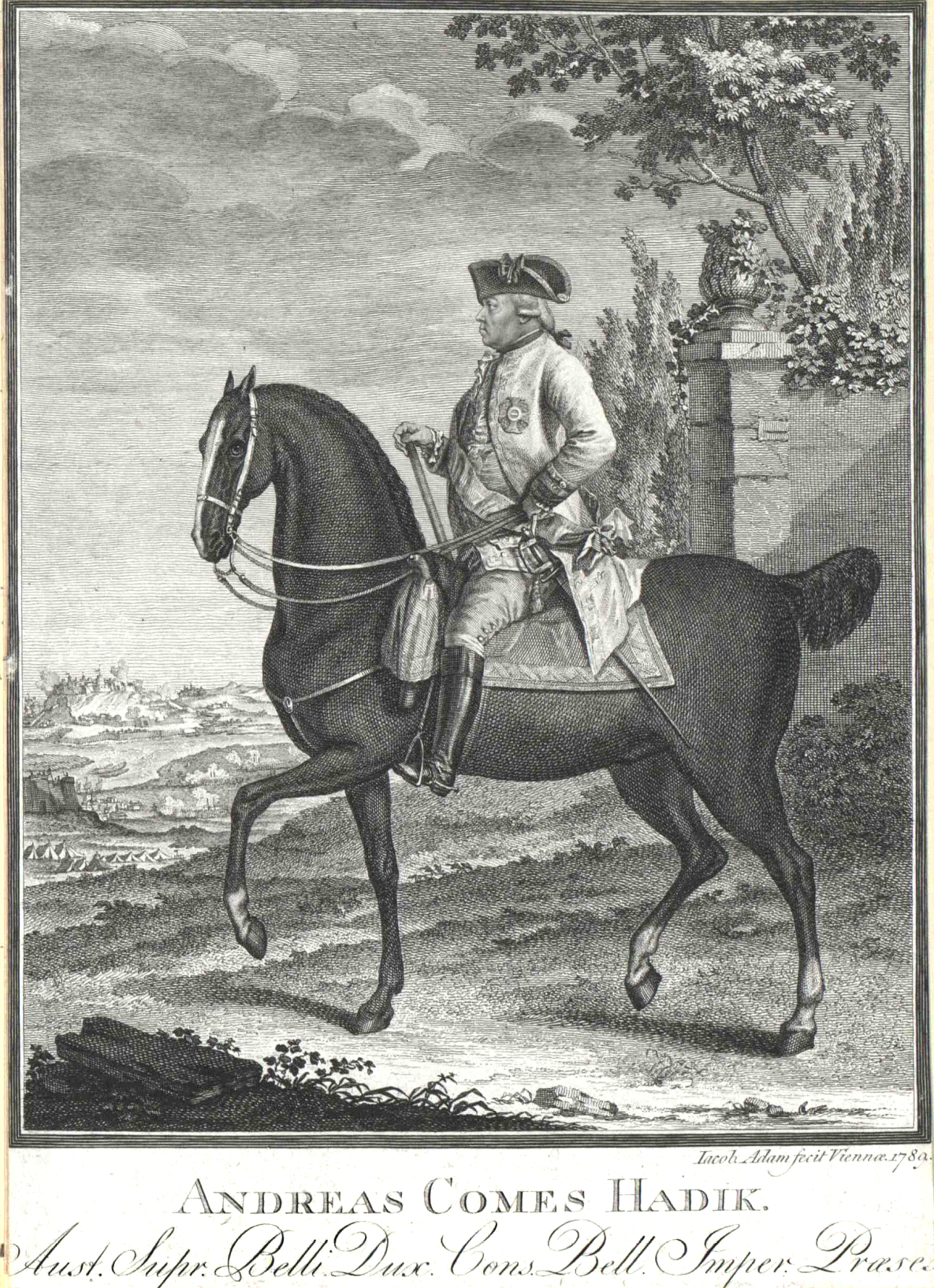
Gróf futaki Hadik András fővezér, egy huszárregiment tulajdonosa (1825)

1742-ben Hadik hosszabb ideig Sziléziában, Odranban állomásozott. Gróf Lichnowsky Franz kastélyában lakott, akinek birtokait az ellenség támadásától sikeresen megvédte. Jutalmul a gróf egyetlen leányának, Franziska Lichnowsky (1725–1787) grófnőnek a kezét nyerte. Hadik András és Lichnowsky Franziska grófnő frigyéből négy leány és három fiú született:
- Mária Sarolta Friderika Violanta (1744, Schwalbach, Hessen)
- Mária Anna Johanna Nepumocena (1746, Roermond, Hollandia)
- Mária Franziska Jozefa (1748, Hoostraeten, Hollandia), Martin Lubomirski (1738–1811) lengyel herceg felesége
- Mária Terézia (1752, Esztergom, Magyarország)
- János József (1755, Nagyvárad, Magyarország – 1833) cs. és kir. kamarás, nőül vette Franziska von Breuer grófnőt
- Károly András Ferenc (1756 Lőcse, Magyarország – 1800) altábornagy, nőül vette Maria Theresia von Kolowrat-Krakowsky grófnőt
- András (1764–1840) lovassági tábornok, nőül vette Maria Rassler von Gamerschwang bárónőt

Hadik András leszármazottjai Hadik-Barkóczy és Hadik néven ma is élnek. Egyik ükunokája, gróf Hadik János 1918. október végén egy napig Magyarország kijelölt miniszterelnöke volt. A Hadik család volt birtokai közül nevezetes épület a Hadik-palota (Budapest, Múzeum utca 7.), amely később a Tudományos Ismeretterjesztő Társulat (TIT) székháza volt. (Ma TIT Kossuth Klub, valamint a Muzikum Klub & Bisztró működik a palotaépület falai közt).

## Művei, szövegkiadások
- Mária Terézia hadvezére. Válogatás Hadik András táborszernagy Hadtörténelmi Levéltárban őrzött irataiból; szerk., bev. Farkas Gyöngyi, ford. Bőhm Jakab; Petit Real, Budapest, 2000 (Hadtörténelmi levéltári kiadványok)
- Mária Terézia hadvezére. Hadik András Hadtörténelmi Levéltárban őrzött iratainak levéltári segédlete; szerk., bev. Farkas Gyöngyi, ford. Bőhm Jakab; Petit Real, Budapest, 2002 (Hadtörténelmi levéltári kiadványok)
- Hadik András válogatott hadügyi írásai; sajtó alá rend., ford. Lázár Balázs, Lenkefi Ferenc, szerk. Hausner Gábor; Ludovika Egyetemi, Budapest, 2021 (Pro militum artibus)

## Emlékezete

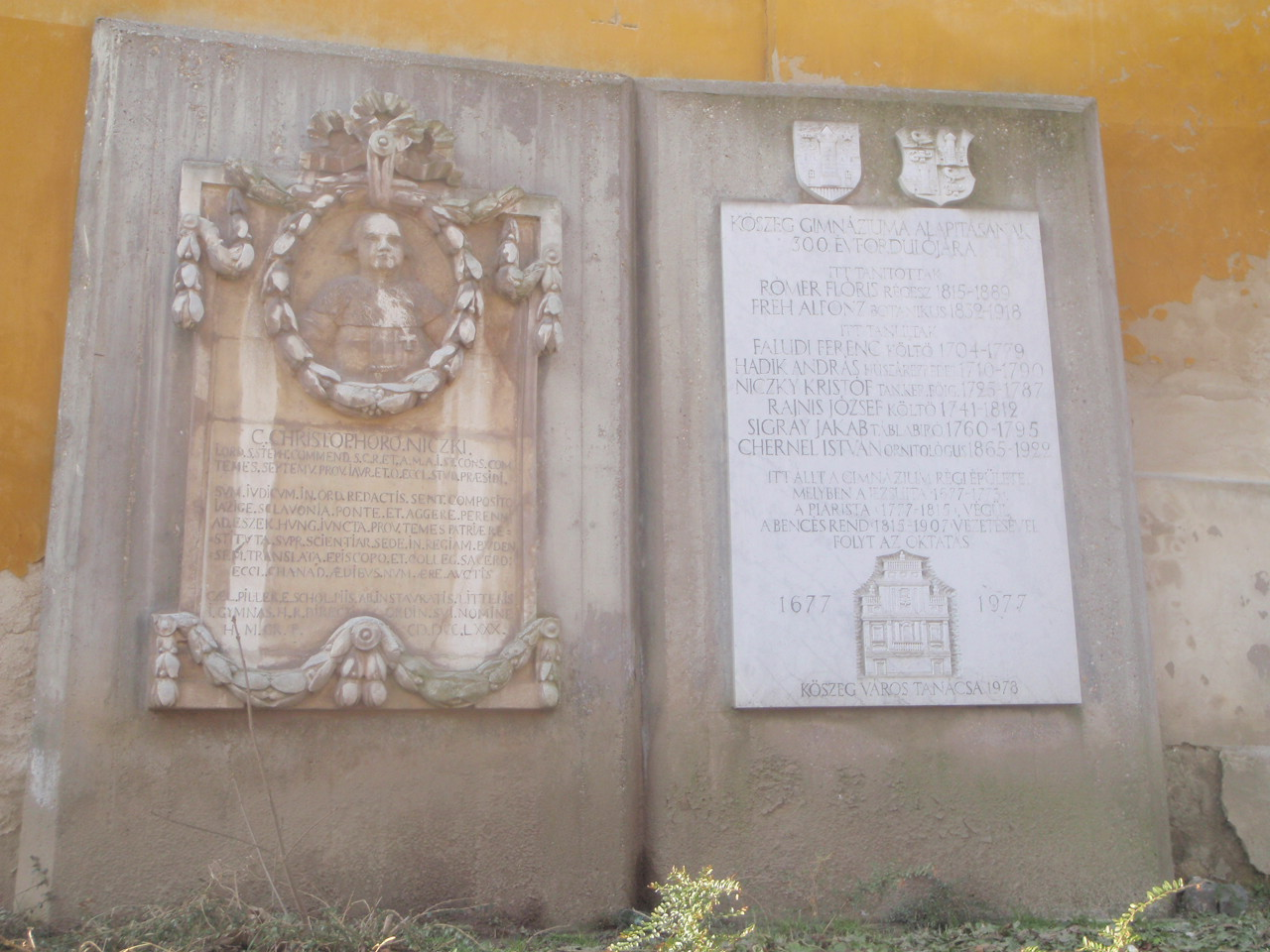
Kőszeg – Az egykori bencés iskola emléktáblája őrzi a nevét

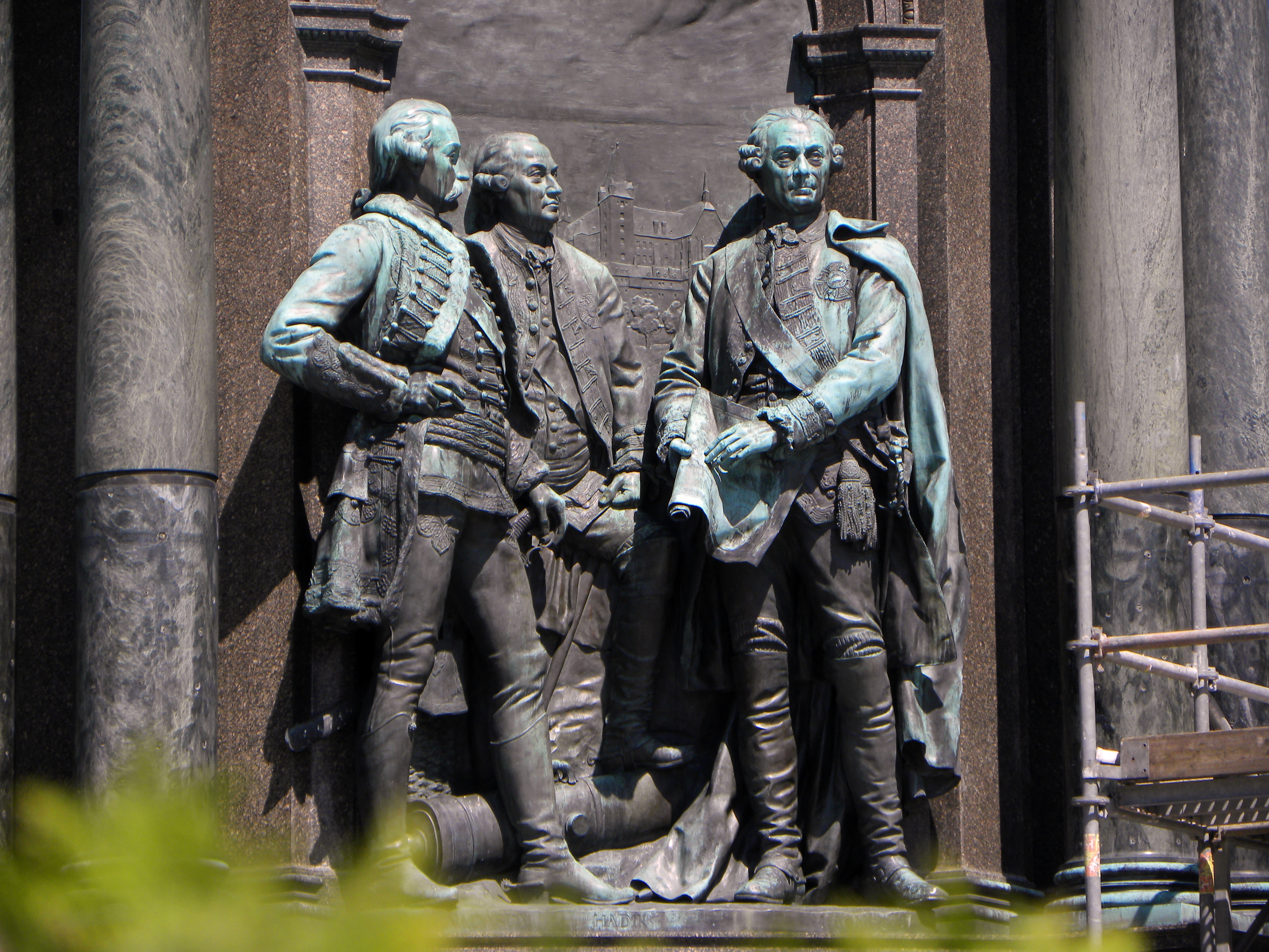
Hadik András szobra a bécsi Mária Terézia emlékművön, tőle balra Nádasdy Ferenc tábornagy, mögötte, féldomborművön pedig Franz Moritz von Lacy tábornagy alakja látható. Josef Wenzel von Liechtenstein tábornagy központi alakja a kép készítésekor restaurálás miatt hiányzott

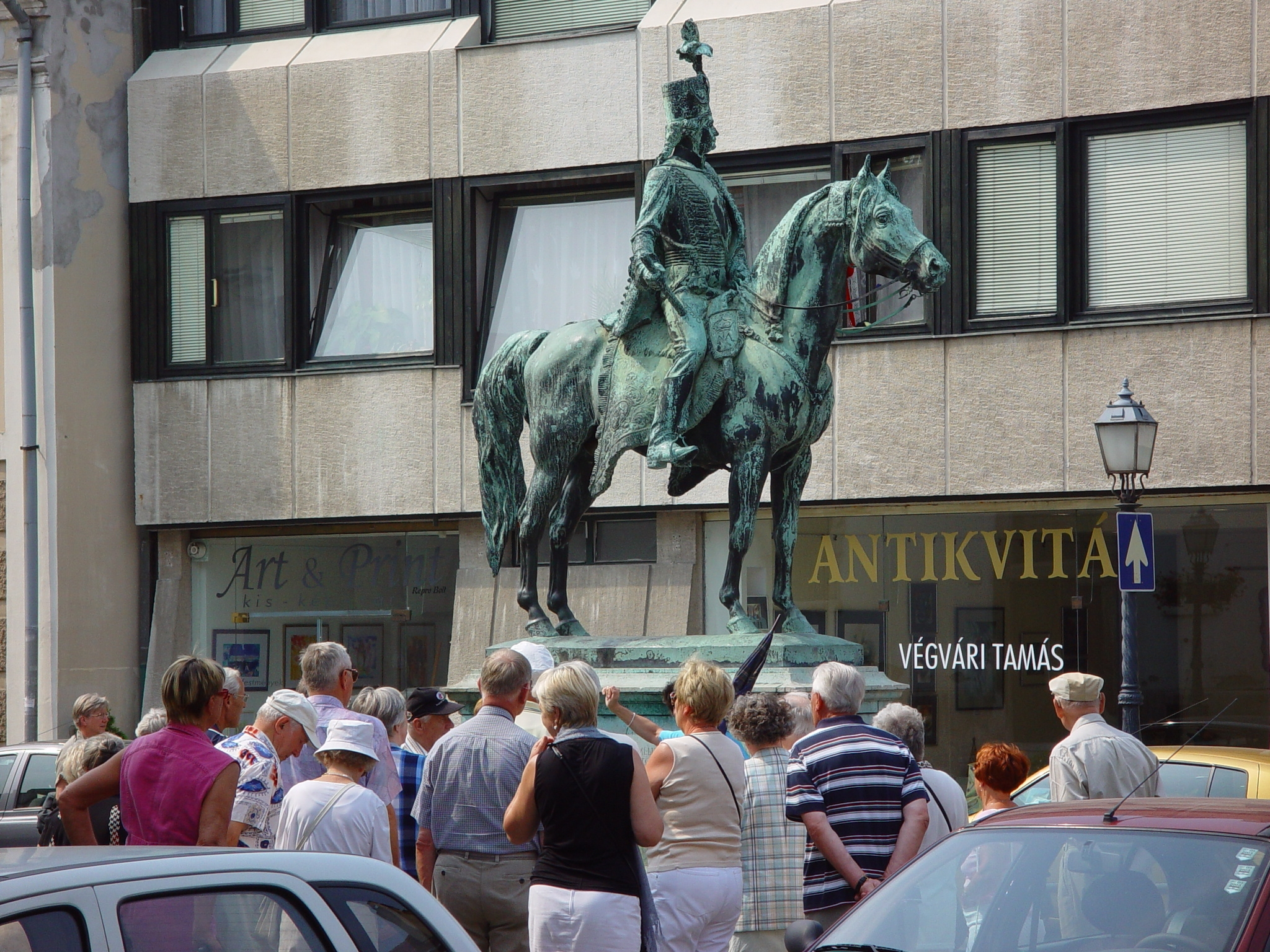
Vastagh György szobrász műve a Budai Várnegyedben

- Van több Hadik-kastély is, egy Hadik András utca Budapest XII. kerületében, és számos egyéb szervezet is viseli a nevét. Nevezetes „Hadik-hely” volt a budai Hadik kávéház, amely a közeli Hadik-laktanyáról kapta a nevét.

- A Magyar Honvédség 42. Baranya Felderítő Zászlóaljának mélységi felderítő ejtőernyős százada gróf Hadik András nevét viselte, egészen a zászlóalj megszűntéig.

- 2004. szeptember 1-jétől Szlovákia Védelmi Minisztériuma a fegyveres erők új Akadémiáját nevezte el róla.

- Bécs 14. kerületében 1894 óta van Hadik köz (Hadikgasse) (németül: Hadikgasse) és Hadikpark, amely a Schönbrunni kastéllyal szemben található.

- Kőszegen, a volt Bencés Gimnázium helyén emléktábla őrzi annak emlékét, hogy Hadik András valaha ott tanult.

- Hadik Andrásnak több szobra is áll, ezek közül a legismertebb a budai, amely egyúttal a hármas huszárok emlékműve is. A lovasszobor a Budai Várnegyedben, a Szentháromság utca – Úri utca sarkon található. 1937. április 29-én avatták fel; alkotója Vastagh György volt.

## Alakja szépirodalomban, játékfilmen
- Ordas Iván. Hadik András – A királynő tábornagya. Budapest: Móra Könyvkiadó (1987)
- Hegedüs Géza. A leghuszárabb huszár (ifjúsági regény). Budapest: Móra Könyvkiadó (1969)
- 2023-ban mutatták be Szikora János rendezésében Hadik címmel a hadvezér életét feldolgozó játékfilmet, a címszerepben Trill Zsolttal.

## Szakirodalom
- Markó Árpád. Futaki gróf Hadik András tábornagy [archivált változat]. Budapest: Athenaeum (1944). Hozzáférés ideje: 2023. március 6.

- Markó Árpád: Hadik András altábornagy berlini vállalkozása 1757. október 10-23-ig; Magyar Ház, Budapest, 2010 (Magyar Ház könyvek)

- Mária Terézia hadvezére – Hadik András Hadtörténelmi Levéltárban őrzött iratainak levéltári segédlete – Szerk.: Farkas Gyöngyi. Kiadja a Hadtörténelmi Levéltár, Budapest, 2002
- Lázár Balázs: Hadik Berlinben - Az 1757-es huszárportya igaz története; Peko Kiadó, Keszthey, 2024